# Technics SL-1200

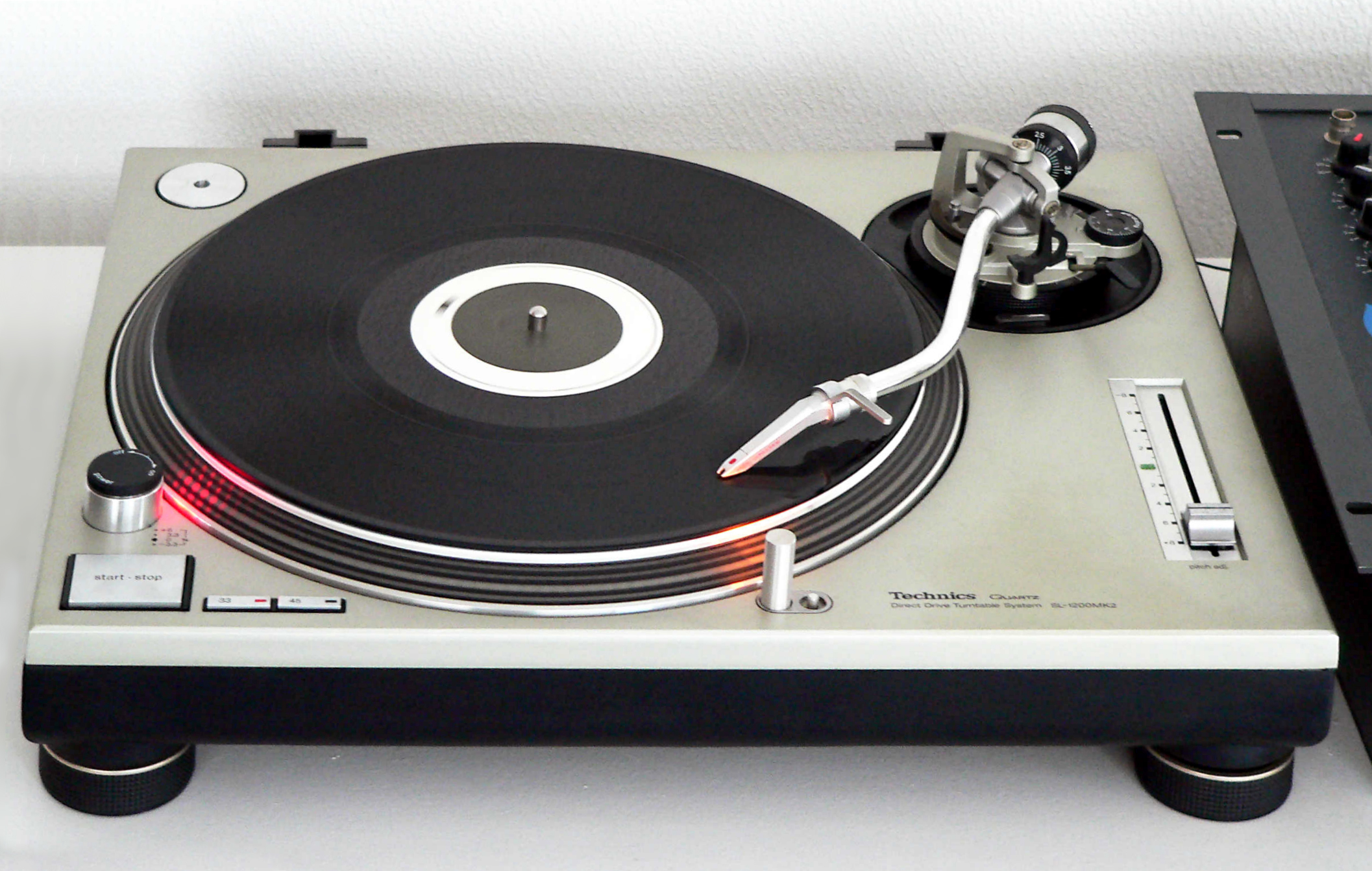
Technics SL-1200MK2 med en Ortofon Pro-pickup.

Technics SL-1200 är en serie skivspelare av märket Technics tillverkad av den japanska firman Matsushita. Sedan tillverkningen startade 1972 har mer än tre miljoner enheter sålts. Den anses vara en av de mest hållbara och pålitliga skivspelare som någonsin producerats. Många av de modeller som tillverkades på 1980-talet är fortfarande i hårt bruk. Den omnämns i raptexter som "Tee 12 s", "Tec 12 s" och "Wheels of Steel" och finns utställd på Science Museum i London.
Den första SL-1200-modellen var en vanlig hi-fi skivspelare för hemmamarknaden men blev snabbt en favorit hos radiostationer och discjockeys. Anledningen var att den var helt manuell, startsnabbheten och det robusta utförandet.
Anledningen till startsnabbheten och hållbarheten är att skivspelaren har motor med direktdrivning, det vill säga utan någon rem. Skivtallriken har istället en stor permanentmagnet, och den sitter över magneter som sitter i chassiet, och som därefter får en inducerad spänning. Skivtallriken och chassiet blir därmed en motorenhet i sig.
Starttiden från stillastående till 33 rpm anges till 0,7 sekunder.
SL-1300, SL-1400 & SL-1500 var i stort sett samma skivspelare men med mer automatik (tonarmslyft vid skivslut, automatisk start, repeat-funktion med mera). Drivningen var exakt den samma men undersidan var lite enklare, med enklare fötter och vibrationsdämpning.

## De olika 1200-modellerna
Den silverfärgade modellen heter SL-1200 och den svarta SL-1210 (i USA och Japan heter den silverfärgade SL-1200Mk2 och den svarta SL-1200MK2PK).